# Ортопедический стул
Ортопедический стул (ортопе́дия — греч. orthós, прямой, правильный + paidéia, воспитание) — стул, конструкция которого приводит положение тела и позу сидящего на нём человека к такой схеме организации, которая не противоречит человеческой анатомии и физиологии. В случае, если сидящий человек имеет ортопедические патологии, ортопедический стул оказывает терапевтическое или компенсаторное воздействие на них. В полном смысле слова, ортопедическим можно назвать только стул, который формирует нормальную осанку, сходную с положением «стоя». В положении «стоя» позвоночник принимает естественное S-образное положение, и только такое положение позвоночного столба может являться необходимым критерием нормы осанки.

## Требования к свойствам ортопедических стульев
Задача профилактических и корректирующих ортопедических стульев — предотвращение возникновения, снижение скорости ухудшения или коррекция определённого патологического нарушения строения опорно-двигательного аппарата человека.
1. Устранение или снижение ишемии (нарушения кровообращения) в различных органах и тканях.
2. Восстановление и поддержание симметричной сбалансированной осанки, анатомически естественной для здорового организма человека.
3. Стимулирование двигательной активности в достаточном количестве, при этом не вызывая чрезмерного её количества (профилактика гипокинезии и гиподинамии).
4. Минимизация силы и продолжительности статических нагрузок на мускулатуру, участвующую в поддержании позы.
5. Обеспечение удобства принятия положения «сидя» и выхода из него, свободное перемещение частей тела относительно друг друга при необходимости.
6. Непрепятствование нормальному функционированию сердечно-сосудистой, пищеварительной и дыхательной систем.

## Подходы к вопросу ортопедического сидения
На сегодняшний день имеется четыре различных концептуальных подхода к вопросу организации положения «сидя»:
- сидение на плоской поверхности;
- сидение на подвижной поверхности;
- сидение с опорой на колени;
- сидение в положении «сидя-стоя»

## Сравнение четырёх концепций сидения

### Сидение на плоской поверхности

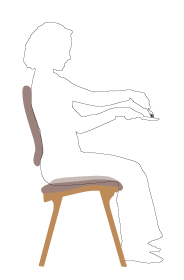
Стул с плоским сиденьем

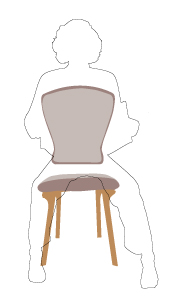
Стул с плоским сиденьем. Вид спереди

Сидение на плоской поверхности достаточно сложно организовать таким образом, чтобы используемый стул мог использоваться в качестве ортопедического.
Во-первых, письменная работа за столом, сидя на классическом типе стула практически неизбежно вызывает возникновение асимметрии в плечевом поясе (человек использует для письма одну руку, другой обычно придерживает тетрадь). При этом тело слегка скручивается в пояснице. Вес тела неосознанно переносится на локоть руки, придерживающей тетрадь с целью максимально высвободить локоть руки, участвующей в письме, с целью его свободного передвижения по плоскости стола. Корпус тела отклоняется в этом случае в сторону опорной точки, что влечёт за собой параллельное смещение плечевого и тазового поясов относительно друг друга с целью компенсировать неравномерное давление на ягодицы. При регулярном и длительном удержании такой позы при письме возникает характерный мышечный стереотип поддержания позы, влекущий за собой прогрессирующую асимметрию в скелете и возникновение сколиоза.
При сидячей работе чрезвычайно важна равновеликая загруженность обеих рук работой. При постоянной неравномерной загруженности рук возникновение асимметрии в долгосрочной перспективе представляется неизбежным.
Существуют попытки коррекции бокового искривления за счёт фиксации спины боковыми поддержками или составной спинкой, что оценивается как целесообразное, но только при надлежащей конструкции спинки (с опорой для поясницы в месте её изгиба) и возможности регулировки спинки по высоте для индивидуальных морфологических характеристик работающего человека. В этом случае работающий человек не опирается на поверхность стола локтями и работает, полностью откинувшись на спинку. Снятие статических нагрузок с поясницы путём обеспечения ей опоры, несомненно, является преимуществом и оказывает коррекционный эффект, однако ни в коем случае не исключает необходимости в регулярных разминках ввиду прогрессирующей гиподинамии и гипокинезии, эффекты которых в долгосрочной перспективе могут быть не менее вредны, чем продолжительные статические нагрузки на мускулатуру позвоночника.
Таким образом, стулья классического типа, не приспособленные для работы в положении «откинувшись на спинку», не могут считаться ортопедическими без значительных натяжек, поскольку не предотвращают развитие асимметрии плечевого пояса. Дело в том, что в реальности организовать сидячую работу, в которой не возникала бы опора на одну из рук, ввиду разной их загруженности работой, — чрезвычайно трудная задача, входящая, скорее, в разряд исключений.
Биомеханические углы тела, а именно: туловище — бедро, бедро — голень, обыкновенно принимают при сидении на классических стульях положение, равное примерно 90 градусов. Данное положение коленного и тазобедренного суставов в значительном количестве случаев не является оптимальным для кровообращения в ногах и в полости малого таза. Накапливающийся дискомфорт от ишемии приводит к неосознанной смене позы в положение, близкое к положению «полулежа», при котором сидящий человек соскальзывает на край стула, опираясь при этом на крестец, помимо нормальной опоры на седалищные бугры и вытянув ноги под столом, тем самым разогнув коленный сустав. В таком положении человек неизбежно прогибает поясничный отдел позвоночника в кифотическое положение, что сводит на нет ортопедический эффект. Превентивной мерой против такого явления могли бы стать регулярные разминки, которые, помимо обеспечения необходимой нагрузки неактивным при сидении мышцам, также нормализуют нарушенное кровообращение в сдавленных при сидении тканях и отделах конечностей с ограниченным кровотоком.
Напрашивается следующий вывод: стулья классического типа могут быть рассмотрены в качестве стульев, обладающих ортопедическим воздействием на опорно-двигательный аппарат человека, однако они не в состоянии обеспечивать данное воздействие продолжительное время при длительном непрерывном сидении. При их использовании необходимы регулярные разминки через каждые 30—40 минут непрерывной сидячей работы.

### Сидение на подвижной поверхности

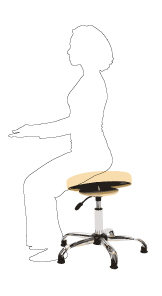
Стул с подвижной поверхностью

Данная концепция подразумевает сидение человека на подвижной опорной поверхности либо шарнирного типа, либо воздушной подушке-сидении. При сидении на таком типе стула возникает необходимость удерживать баланс, появляется большая свобода движения, и происходит равномерная и поочередная нагрузка мышц спины и поясницы, участвующих в удержании равновесия. Основным преимуществом такого сидения считается уменьшение доли статических нагрузок на мышцы спины.
Использование данного типа стульев предполагает отсутствие опоры на спинку, которая могла бы за счёт иммобилизации спины ввести в статическое напряжение некоторые группы мышц, или же, наоборот, оставить некоторые группы мышц без должной нагрузки.
Такие типы сидений рекомендуется использовать для профилактики остеохондрозов, использование их для коррекции уже имеющихся нарушений спорно, так как они имеют своей целью равномерно нагрузить мышцы спины и поясницы. При наличии патологии в скелетной системе у взрослого человека, особенно в случае наличия асимметрии или болевых синдромов, направление их воздействия трудно спрогнозировать — оно может быть направлено как на улучшение, так и на ухудшение состояния здоровья работающего человека.
Данный тип стульев устраняет влияние гиподинамии и гипокинезии на здоровье работающего человека, однако не решает проблем с нарушением кровообращения в нижней части тела. Использование таких стульев при длительной сидячей работе также предполагает проведение перерывов для физических упражнений.

### Сидение с опорой на колени

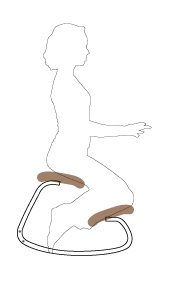
Качающийся стул с опорой на колени

В этом случае вес тела распределяется, помимо ягодиц, ещё и на переднюю поверхность голеней сидящего человека. Угол между бедром и корпусом тела при посадке на данном типе стульев равен 110—120 градусам, в этом случае таз несколько подаётся вперед, и происходит прогиб поясницы в переднем направлении. Поясничный отдел позвоночника в этом случае принимает естественное положение, практически как при положении «стоя». Также часть веса переносится с таза на переднюю поверхность голени, разгружая таким образом мягкие ткани, на которые таз опирается.
Существует две принципиальных модификации стульев такого типа — стулья с фиксированным положением опорных поверхностей и стулья с изменяющимся положением опорных поверхностей.
Вторая модификация, в отличие от первой, имеющей неподвижный каркас, имеет изогнутые контуры несущей рамы, позволяющие изменять положение опорных поверхностей путём переноса центра тяжести собственного тела. Стулья с опорой на колени с изменяющимся положением являются более предпочтительными, поскольку при сидении на них поясница человека испытывает умеренные нагрузки при удержании равновесия тела. Данные микродвижения поясничных мышц предотвращают возникновение гиподинамии и гипокинезии в поясничном отделе, вместе с тем предотвращают возникновение статических напряжений мышц поясницы. Человек, сидя на данных стульях, балансирует в передне-заднем направлении.
Некоторые модели стульев данного типа оборудованы также спинкой, позволяющей откинуться назад с целью релаксации. Другие модели спроектированы так, что сидящий может настроить её для поддержки поясницы во время работы просто придвинув сидение со спинкой ближе к коленному упору. 
Такие стулья предполагают сидение при согнутых в коленном суставе ногах. Угол между бедром и голенью в этом случае составляет от 45 до 60 градусов, что может неблагоприятно влиять на процесс кровообращения в мягких тканях ног. Индивидуальные отзывы весьма различны (некоторые пользователи отмечают довольно быстрое затекание в ногах, другие не отмечают никакого дискомфорта даже при длительном непрерывном сидении), что, вероятно, определяется индивидуальными особенностями строения мягких тканей ног каждого отдельного человека. Ортопедическое воздействие на поясницу при использовании данных стульев оказывается целесообразным только в случае проведения регулярных разминок для нормализации кровообращения в ногах. Разминки в этом случае следует проводить чаще, чем в случае с классическим стулом.

### Сидение в положении «сидя-стоя»

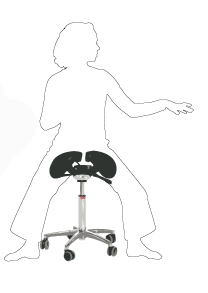
Вид спереди

На настоящий момент наиболее отвечает задачам прикладной ортопедии концепция посадки в положении «сидя-стоя», и одна из её наиболее известных разновидностей — посадка «как в седле». В этом случае таз сидящего человека жестко фиксируется в симметричном положении относительно саггитальной плоскости, что, как следствие, приводит и к устранению асимметрии в плечевом поясе. Таз человека, сидящего на стуле такого типа, оказывается наклонен вперёд, что приводит к формированию и поддержанию поясничного лордоза при сидении в естественном для поясничного отдела позвоночника положении. Как и на стульях с подвижной опорной поверхностью, у стульев данного типа отсутствует спинка, что приводит к активному удержанию равновесия за счёт попеременной работы мышц спины и поясницы. Однако отличие посадки в положении «сидя-стоя» от посадки на подвижной опорной поверхности состоит в следующем: таз сидящего «как в седле» человека оказывается жёстко зафиксирован, что делает крайние отклонённые влево и вправо от вертикальной оси положения дискомфортными, вызывая мотивацию вернуться к правильной вертикальной позе. Динамическое удержание позы позволяет минимизировать статические напряжения, возникающие в области поясницы при сидении на большинстве классических вариантов стульев.
В некоторых вариантах стульев, относящихся к данному типу, вес тела в значительной степени приходится на промежность, помимо опоры на седалищные бугры. Целесообразность применения стульев с такого рода недостатком остается под вопросом, поскольку существует гипотеза о связи частоты возникновения заболеваний половой системы (в основном мужская половая дисфункция и воспаление предстательной железы) с ишемией в области гениталий различного происхождения. Модели стульев, обеспечивающих посадку «сидя-стоя», и при этом не оказывающие давления на промежность при сидении (давление приходится локально на область седалищных бугров), не могут нанести вреда половой системе сидящего на них человека.
Посадка такого типа, в отличие от прочих вариантов, поддерживает в коленном и тазобедренном суставах тупой угол, равный приблизительно 100—130º, что не препятствует нормальному кровообращению в полости малого таза и ногах.
Поза сидящего на стульях такого типа человека не вызывает опасных областей ишемии в теле и при этом не обнаруживает статических напряжений мышц, участвующих в поддержании позы. Таким образом анатомически правильное положение тела может удерживаться длительное время по сравнению с прочими типами ортопедических стульев. Регулярные перерывы для физических упражнений в этом случае во многом утрачивают свою необходимость, а ортопедическое воздействие оказывается на сидящего человека в полной мере в течение всего рабочего дня, даже при продолжительной непрерывной сидячей работе.
При использовании стула с посадкой «как в седле» человек располагается над поверхностью пола значительно выше по сравнению с посадкой на классических типах стульев. По этой причине для использования данного типа стульев является обязательным условием увеличение высоты рабочей поверхности стола, а также эргономически правильное расположение монитора. При посадке за столом стандартного размера (75 см) человек будет неосознанно опираться на него при работе, а также наклонять голову вперед, смотря на монитор или другой источник информации, расположенный на поверхности стола. Такая организация позы будет по-прежнему оказывать благоприятный эффект на поясницу человека, однако может вызвать возникновение статического напряжения мышц шеи и грудного отдела позвоночника, а также шейного гиперлордоза. В случае должного соблюдения всех условий организации рабочего места стулья с посадкой «как в седле» оказываются наиболее применимы для работы в положении «сидя» в качестве ортопедических.